# Lafon (Südsudan)
Lafon ist eine Stadt und der Hauptort des gleichnamigen Lafon County im Bundesstaat Eastern Equatoria des Südsudan.

## Geographie
Der Ort Liegt am Fuß des Dschebel Lafon (arabisch جبل لافون), eines Felsens, der sich abrupt aus der umgebenden Ebene erhebt. Der Ort ist Zentrum des gleichnamigen Counties.
Die Dörfer sind terrassiert. Eine Verbindung gibt es nach Südosten nach Ngoboli. Traditionell leben die Menschen von der Viehzucht.

## Wirtschaft
2007 waren die meisten Straßen des County in schlechtem Zustand und in der Regenzeit war es kaum möglich größere Strecken zurückzulegen.
Trinkwasser war ebenfalls Mangelware, da es kaum Brunnen gab. Lehrer und Angestellte im Gesundheitswesen erhielten kein Gehalt.
Eine Ermittlung der Einkommen ergab für das Dorf Imehejek ein Durchschnittseinkommen von US$ 0,18 pro Person, für das Dorf Imotong US$0,08 pro Person und für Hyala US$0,16 pro Person.
Im November 2011 berichtete der Commissioner von Lafon County, Caesar Oromo Urbano, dass die meisten Brunnenlöcher eingefallen waren und ein akuter Mangel an Trinkwasser bevorstünde.
Im November 2009 gab es eine große Dürre, wodurch die Ernährungssicherheit nicht mehr gegeben war. Rinderdiebstahl nahm daher stark zu und die Menschen suchten nach alternativen Nahrungsmitteln. Im County gab es auch keine externen Hilfsorganisationen.
Norwegian People’s Aid hat sich seither mit der Verteilung von Basic Package of Health services (MDTF-BPHS) in den Counties Lopa und Lafon engagiert, gefördert durch die Weltbank und die Regierung des Südsudan.

## Bevölkerung
Im County gehört der größte Teil der Bevölkerung zur Ethnie der Lopit.
Die zweitgrößte Bevölkerungsgruppe sind die Pari.
Außerdem gibt es noch Tennet und Lotuko.
Im Mai 2011 gab es einen Konflikt um die Verwaltung des Counties. Keine Gruppe wollte einen Commissioner der anderen Volksgruppe akzeptieren. Die Lopit zogen es vor, einen Commissioner zu haben und die Pari wollten zwei Beamte.
Der Gouverneur von Eastern Equatoria, Louis Lobong Lojore, war daher gezwungen, zu vermitteln und letztendlich wurde das County in die Korridore Imehejek und Lafon geteilt, um den Frieden zu erhalten.

## Verwaltung
Im März 2009 verkündete der damalige Gouverneur, Brigadier General Aloisio Ojetuk Emor, dass das „Lafon/Lopa County“ offiziell in „Lafon County“ umbenannt worden sei, in Übereinstimmung mit den Wünschen des Anführers der Sudanesischen Volksbefreiungsbewegung (SPLM), John Garang.
Er forderte die Gemeinschaften auf dem in ihren Hauptquartieren zuzustimmen.
Im April 2011 forderte das Büro für Projektdienste der Vereinten Nationen (UNOPS – Sudan Operations Centre) auf, versiegelte Angebote für Bauvorschläge für das Lafon County Headquarters einzureichen.
In Lafon County gibt es viele Unterstützer der Nationalen Kongresspartei (المؤتمر الوطني‎ al-Muʾtamar al-Waṭanī, NCP) des Sudan. Trotzdem war das County im Januar 2011 das einzige in Eastern Equatoria, welches beim Referendum einstimmig für eine Trennung von Sudan stimmte.
Die Ergebnisse für Lafon waren 71.708 Stimmen für die Sezession und keine für Einheit. 8 Stimmzettel waren ungültig und 29 nicht ausgefüllt.